# 선양 방송
선양 방송(沈阳广播电视台)은 중화인민공화국 랴오닝성 선양시의 시급 텔레비전-라디오 방송국이다.

## 개요
선양인민방송(沈阳人民广播电台)은 1945년 8월에 설립되었다. 1954년에 랴오닝 라디오 방송(辽宁电台)에 합병되었으나, 1976년에 다시 선양 시에 되돌려졌다. 당시 방송 채널은 792kHz, 882kHz의 두 주파수를 가지고 있었다. 1988년 선양 라디오 채널을 개편하여 新闻广播、经济广播、文艺广播、交通广播、体育休闲广播、都市广播의 6개 채널로 확대하였다. 선양인민방송은 6개의 채널과, 9개의 주파수를 가지고 있었다.
선양 텔레비전(沈阳电视台)은 1979년 12월 1일에 설립되었다. 1998년 7월 10일에는 선양 케이블 텔레비전(沈阳有线电视台)과 합병하였다. 선양 텔레비전은 2개의 라디오 채널과, 3개의 케이블 채널을 가지고 있었다.
2010년 6월 21일, 선양인민방송과 선양 텔레비전이 합병하여 선양 방송이 설립되었다.
2012년 1월 1일 부터, 선양 방송은 랴오닝 방송과 공식적으로 전략적 제휴를 맺어 실질적인 채널 합병에 들어갔다. 단, 텔레비전 뉴스 채널과, 뉴스 라디오 방송의 두 개의 채널 만은 자체적으로 유지하며, 대신 방송 범위는 선양 경제구 8개 도시(선양, 푸순, 톄링, 번시, 안산, 랴오양, 잉커우, 푸신)로 확장 할 수 있게 되었다.

## 텔레비전 채널

### 자체 운영 채널
- 선양 방송 뉴스 채널(新闻频道)：뉴스 및 종합 채널. 이전 명칭은 “선양 텔레비전(沈阳电视台)”、“선양 텔레비전 1(沈阳电视台一套)”、“선양 텔레비전 시사 채널(沈阳电视台时政频道)”、“선양 텔레비전 뉴스 채널(沈阳电视台新闻频道)”이었다.
- 睛彩沈阳频道：모바일 텔레비전 채널. 2012년 1월 30일 개국.[2] 개국 당시에는 “교통채널(交通频道)”이었다. 현재는 CCTV-1 채널 프로그램을 매일 방송한다.

### 랴오닝방송과의 공동 운영 채널
- 랴오닝 방송 경제 채널 (经济频道)：이전의 선양 방송 종합 채널(沈阳广播电视台综合频道)로, 이전 명칭은 “선양 텔레비전 2(沈阳电视台二套)”、“선양 텔레비전 종합 채널(沈阳电视台综合频道)”、“선양 텔레비전 생활 채널(沈阳电视台生活频道)”이었다.
- 랴오닝 방송 공공 채널 (公共频道)：이전의 선양 방송 공공사회 채널 (沈阳广播电视台公共社会频道)로, 이천 명칭은 “선양 케이블 텔레비전 2 (沈阳有线电视台二套)”、“선양 텔레비전 스포츠-음악 채널 (沈阳电视台体育音乐频道)”、“선양 텔레비전 스포츠 채널 (沈阳电视台体育频道)”、“선양 텔레비전 공공 채널 (沈阳电视台公共频道)”로 불렀다.

## 라디오 채널

### 자체 운영 채널
- 선양 방송 뉴스 라디오 (新闻广播)（AM792KHz、FM104.5MHz）

### 랴오닝방송과의 공동 운영 채널
- 랴오닝 방송 생활 라디오 (生活广播)（AM882KHz、FM103.4MHz、90.4MHz）：이전 명칭 “선양 방송 경제 라디오(沈阳广播电视台经济广播)”
- 랴오닝 방송 음악 라디오 (音乐广播)（FM98.6MHz）：이전 명칭 “선양 방송 교통 라디오 (沈阳广播电视台交通广播)”
- 랴오닝 방송 도시 라디오 (都市广播)（AM1341kHz、FM92.1MHz、FM105.9MHz）：이전 명칭 “선양 방송 도시 라디오 (沈阳广播电视台都市广播)”

## 랴오닝방송간의 관계
2012년 전까지만 해도 선양 방송과 랴오닝방송은 별다른 관계가 없었다. 그러다가 2011년 8월, 두 회사는 명목상 “전략적 제휴(战略合作)”을 시작하여, 실질적으로 합병에 들어갔다.
이 협력의 결과로, 선양 방송은 텔레비전 뉴스 채널과 뉴스 라디오의 2개 채널만 자체적으로 유지되고, 다른 채널은 랴오닝 방송의 각 채널에 흡수되고, 직접적인 방송을 종료하였다.(단, 선양 방송 프로그램 제작 담당은 계속 유지된다.)
1999년, 랴오닝 방송의 본사를 선양시 허핑 구 光荣街 10호(현재의 허핑 구 文化路79호)로 이전하였는데, 선양 텔레비전(허핑 구 青年大街 296호)과는 벽 하나를 사이로 떨어져있다. 10여년이 흐른 후, 랴오닝 TV와 선양 TV는 두 채널에서 가장 경쟁력 있는 두 주요 뉴스 채널인 선양 텔레비전 종합 채널(沈阳电视台综合频道, 현재의 랴오닝 방송 경제 채널)과 랴오닝 방송 도시 채널 (辽宁广播电视台都市频道)에서 각각 생활 뉴스 프로그램을 두고 경쟁을 시작하였다. 선양 방송에서는 《直播生活》, 랴오닝 방송에서는 《新北方》 이란 프로그램을 각각 내놓았는데, 프로그램 편성을 초기의 1시간에서 3시간으로 연장하기도 하였고, 여기에 낮 시간 동안에는 각 프로그램의 이름하에 여러 파트로 방송하기도 했다.
제휴 기간 동안, 두 방송사는 실질적으로 합병되었지만, 여전히 두 방송사는 독립 법인으로 운영하고 있다. 현재 두 방송사의 제휴는 이미 실질적으로 종료되었으나, 랴오닝 방송 로고 및 방송 채널명 표기는 아직 변경되지 않고 있다.